# Pseudovolucella apiformis
Pseudovolucella apiformis är en tvåvingeart som först beskrevs av Meijere 1919.  Pseudovolucella apiformis ingår i släktet Pseudovolucella och familjen blomflugor. Inga underarter finns listade i Catalogue of Life.